# Pat Summitt
Pat Head Summitt, née Patricia Sue Head, le 14 juin 1952 à Clarksville et morte le 28 juin 2016 à Knoxville, est un entraîneur de basket-ball américaine. Elle est l'entraîneur en chef des Lady Vols du Tennessee pendant trente-huit saisons, de 1974 à 2012. Sous sa direction, l'école remporte huit titres de Championne NCAA, ce qui fait d'elle l'entraîneur du basket-ball universitaire féminin la deuxième la plus titrée, derrière Geno Auriemma des Huskies du Connecticut qui la dépasse en 2014, John Wooden la devançant également dans le basket-ball masculin avec dix titres. Elle est également l'entraîneur de NCAA, hommes ou femmes, à obtenir le plus de victoires universitaires.
En parallèle de sa carrière avec les Lady Vols, elle se voit confier la direction de l'équipe des États-Unis, sélection qui renoue avec la victoire en championnat du monde en 1979 après vingt-deux ans d'échec, puis au premier titre olympique des Américaines lors de l'édition de 1984 à Los Angeles. Auparavant, elle avait obtenu une médaille d'argent en tant que joueuse lors des jeux de 1976 à Montréal.

## Biographie
Patricia Head est la première fille et quatrième enfant d'une famille de cinq enfants, dont les parents vivent à Clarksville dans le Tennessee. Richard et Hazel Albright Head sont durs et exigeants et les enfants doivent contribuer au travail à la ferme familiale. Toutefois, l'éducation fait partie des priorités de la famille et Trish, surnom de Patricia, ne manque aucune journée d'école de la maternelle à l'école secondaire. Ils désirent offrir le meilleur pour leurs enfants et déménagent après son Eighth grade (niveau qui correspond à une tranche d'âge de treize à quatorze ans dans le système éducatif américain) pour le comté voisin de Cheatham, car il n'existe pas d'équipe féminine à Clarksville à une époque où le sport féminin est non considéré,. En 1970, soit deux ans avant le vote du titre IX, elle intègre l'université du Tennessee à Martin. Toutefois, alors que ses frères se voient attribuer une bourse pour des raisons sportives, Athletic scholarship, ses parents doivent financer ses études, les étudiantes ne pouvant prétendre aux Athletic scholarship. Dans une période où les joueuses dorment dans le gymnase de leurs adversaires lors de leurs déplacements, elle présente un bilan de 64 victoires pour 29 défaites pour les Pacers, surnom de son école, qui porteront ensuite le surnom de Skyhawks. Elle participe au premier tournoi national de l'Association for Intercollegiate Athletics for Women (AIAW) en 1972, tournoi où son équipe s'incline en quart de finale face au Mississippi State College for Women sur le score de 25 à 43. Les deux années suivantes, l'école ne parvient pas à disputer le tournoi. Sa dernière saison est perturbée par une blessure, déchirement du ligament croisé antérieur. Son bilan personnel est de 1 405 points, ce qui est alors le record de l'école, avec un pourcentage de réussite de 59 %. Elle détient alors le record de points marqués sur une saison avec 530, record qui tient vingt-sept ans avant d'être battu par Zabrina Harris en 1999. À la fin de sa scolarité, son maillot numéro 55 est retiré, ce qui fait d'elle la première joueuse de son école à recevoir un tel honneur. Elle est honorée du titre « All-American ». À la fin de sa troisième année, elle fait sa première apparition sous le maillot américain. elle dispute l'Universiade d'été de 1973 à Moscou. 
En 1974, à l'issue de sa carrière universitaire, elle se voit proposer le poste d'entraîneur assistant chez les Lady Vols de l'Université du Tennessee. Puis, quinze jours plus tard, elle se voit confier le poste d'entraîneur en chef, la titulaire du poste Margaret Hutson désirant prendre une année sabbatique. À vingt et un ans, elle est alors à peine plus âgée que les joueuses séniores, dernière année, de l'équipe. Son premier salaire est alors de deux cent cinquante dollars par semaine. Sa première rencontre a lieu le 7 décembre 1974 contre l'Université de Mercer. Elle doit ensuite attendre le 10 janvier 1975 pour remporter sa première victoire, face à Middle Tennessee State et devant une assistance de cinquante-trois spectateurs. Sa première saison se solde finalement par un bilan de seize victoires pour huit défaites, ce bilan lui donnant la quatrième place de la Tennessee College Women’s Sports Federation  (TCWSF). De ce fait, Tennessee n'est pas invité au tournoi de l'AIAW. Durant l'automne 1975, elle retrouve le terrain en tant que joueuse en faisant partie de la sélection américaine qui dispute le championnat du monde de Cali en Colombie, compétition où les Américaines terminent huitième avec un bilan de quatre victoires et trois défaites. Elle dispute également un peu plus d'une semaine plus tard les jeux panaméricains disputés à Mexico, les Américaines terminant premières avec un bilan de sept victoires en sept rencontres. Avec la sélection, elle passe alors beaucoup de temps sur le banc, toujours gênée par la blessure de son genou de la saison précédente. Elle profite ainsi de l'expérience pour améliorer sa connaissance du coaching, conseillant une jeune joueuse également sur le banc, Nancy Lieberman.
Elle retrouve son école pour une deuxième saison universitaire. Celle-ci se termine avec un bilan de seize victoires pour onze défaites et une nouvelle quatrième place de la TCWSF. Durant l'été, elle évolue avec la sélection américaine, dont elle est désignée cocapitaine. Elle participe à la qualification de son équipe pour les Jeux olympiques de Montréal, édition où le basket-ball féminin est admis pour la première fois, en terminant invaincue et à la première place du tournoi préolympique disputé à Montréal. Lors du tournoi olympique, disputé sous la forme d'un round robin, la sélection américaine concède deux défaites, face au Japon sur le score de 84 à 71 et face à l'URSS, 112 à 77. Pat Head dispute les cinq rencontres, pour des statistiques de 5,0 points et 5,4 rebonds et un total de 7 passes.
Son attitude lors des jeux, où elle prend de l'importance dans les décisions dans le jeu et lors des entraînements, convainc sa coéquipière Trish Roberts de venir effectuer sa dernière saison universitaire chez les Lady Vols,. Celle-ci répond aux attentes de son entraîneur en réussissant cinquante et un points lors de sa première rencontre. Les Lady Vols terminent avec un bilan de vingt-huit victoires pour cinq défaites, terminant deuxième de la TCWSF et atteignant le Final Four de l'AIAW de Minneapolis. Après s'être inclinées 58-62 face à Delta State University, les Vols s'imposent 91-71 face à Immaculata University, vainqueur des trois premières éditions, de 1972 à 1974, et finaliste en 1975 et 1976. Après la saison universitaire, elle retrouve la sélection nationale, mais désormais en tant qu'entraîneuse. Elle prend en charge l'équipe junior, équipe qui termine avec un bilan de cinq victoires à zéro lors des jeux panaméricains juniors. 
Lors de cette saison, Les Lady Vols reçoivent le renfort d'une autre coéquipière de Pat Head lors des jeux de Montréal, Cindy Brogdon. Le bilan de l'équipe sur la saison est de 27 victoires pour quatre défaites, avec une deuxième place de la TCWSF, puis une élimination au premier tour du tournoi de l'AIAW. 
Pour la saison 1978-1979, Pat Head parvient à recruter Cindy Noble, joueuse évoluant au poste de pivot, en provenance des Buckeyes d'Ohio State. Cela positionne son équipe parmi les favorites pour le titre national. Elle obtient sa centième victoire universitaire en début de saison, lors d'un match remporté 79 à 66 face au Wolfpack de North Carolina State. Championnes de la TCWSF, les joueuses du Tennessee se qualifient pour le Final Four de l'AIAW. Elles s'inclinent face aux Lady Techsters de Louisiana Tech sur le score de 102 à 84 en demi-finale.
Lors de cette même année 1979, elle tient un rôle important dans le changement des règles régissant le basket-ball dans le Tennessee. En effet, à cette époque, les équipes féminines de High school évoluent dans une forme différente : six joueuses par équipe, avec trois joueuses par zone offensive et défensive, les joueuses ne changent pas de zone durant la partie. Elle estime que son équipe est défavorisée en recrutant des joueuses qu'elle considère disputer un autre sport que le basket-ball disputé en universitaire.
Pat Head se voit confier la direction de l'équipe américaine lors de l'été 1979. Lors des championnats du monde disputés en Corée du Sud, les Américaines ne subissent qu'une seule défaite en six rencontres, face à la Corée sur le score de 94 à 82, et remportent le premier titre mondial de l'équipe féminine américaine depuis vingt-deux ans,. Lors du même été, les Américaines remportent la coupe William R. Jones, mais terminent deuxièmes des Jeux panaméricains en raison d'une défaite 91 à 86 contre Cuba.
Après Noble l'année précédente, Pat Head parvient à recruter de nouveau une joueuse importante Jill Rankin de Wayland Baptist qui doit disputer sa dernière année universitaire. Lors de cette saison 1979-1980, Tennessee devient la première équipe à remporter le titre de la Southeastern Conference face aux Rebels d'Ole Miss sur le score de 85 à 71. Les Lady Vols atteignent de nouveau le Final Four de l'AIAW, où elles battent les Gamecocks de la Caroline du Sud sur le score de 75 à 72 avant de s'incliner en finale face aux Monarchs d'Old Dominion sur le score de 68 à 53,. Le bilan final de la saison est de trente-trois victoires et cinq défaites.
Mariée à R.B. Summitt, un directeur de banque, depuis juin 1980, Pat Head, désormais connue sous le nom de Pat Summitt, ne participe pas aux Jeux olympiques de 1980, en raison du boycott américain à la suite de l'invasion de l'Afghanistan, alors qu'elle est désignée pour être l'assistante de Sue Gunter. Avec Noble, la joueuse de deuxième année Lea Henry, future sélectionnée olympique en 1984, et la débutante, aussi appelée freshman, Mary Ostrowski, les Lady Vols figurent de nouveau parmi les équipes favorites en début de saison suivante. Pour la troisième année consécutive, les Lady Vols remportent le titre TCWSF. Elles disputent également le troisième Final Four consécutif de l'AIAW, l'emportant 68 à 65 face à Old Dominion mais s'inclinant en finale face aux Lady Techsters de l'université de Louisiana Tech sur le score de 79 à 59. Cette saison est la dernière saison disputée sous l'égide de l'AIAW. 
La saison 1981-1982 voit Tennessee atteindre le Final Four de la NCAA. Tennessee échoue en demi-finale face à Lousiana Tech sur le score de 69 à 46. 
Elle retrouve la sélection américaine lors de l'été 1983. Les Américaines remportent la médaille d'argent lors du mondial disputé à Sao Paulo. 
Tennessee doit ensuite attendre la saison 1983-1984 pour retrouver ce stade de la compétition. Après avoir éliminé Cheyney State sur le score de 80 à 71, les Vols échouent en finale face à USC sur le score de 72 à 61, USC réalisant à l'occasion un « back to back », deux titres consécutifs.
Elle dirige les Américaines lors du tournoi olympique 1984 de Los Angeles : ses joueuses remportent le titre en battant facilement toutes leurs adversaires, l'écart le plus faible étant de 28 points face à la Yougoslavie au premier tour.
En 1985, Tennessee remporte son second titre de la SEC, mais échoue au second tour du tournoi NCAA. Après un nouveau Final Four l'année suivante (battu 83 à 59 par USC) et après sept participations au Final Four, quatre de AIAW et trois de NCAA, Pat Summitt remporte son premier titre NCAA en triomphant lors de l'édition de 1987, éliminant l'Université du Texas puis remportant la finale face à Louisiana Tech 67 à 44. Cette dernière école a éliminé les Lady Vols lors de trois de ses sept Final Four, lors de la demi-finale 1979 et de la finale 1981 en AIAW, et en demi-finale NCAA en 1982. Durant la saison, elle a auparavant franchi la barre des 330 victoires avec les Lady Vols, après avoir franchi celle des 200 lors de la saison 1982-03 et celle des centaines lors de la saison 1978-79. Elle devient également la première détentrice du titre d'entraîneur NCAA de l'année, le titre chez les hommes étant attribué à Bobby Knight.
Le Final Four 1988 est le troisième consécutif atteint par Tennessee. Tennessee échoue toutefois face à Louisiana State, le futur vainqueur, sur le score de 68 à 59. 
La saison suivante, Tennessee remporte le tournoi de la SEC avant d'atteindre une nouvelle fois le Final Four NCAA. Lors de la finale face à Auburn, Tennessee l'emporte 76 à 60, terminant la saison avec un bilan de 35 victoires pour 2 défaites, soit le meilleur bilan de Pat Summitt depuis son arrivée à la tête des Vols. Elle remporte son second titre d'entraîneur de l'année.
Après une saison où Tennessee échoue en finale régionale, Summitt retrouve le Final Four la saison suivante. Lors de celui-ci, les Vols éliminent Stanford sur le score de 68 à 60 puis remportent le titre après prolongation, face à l'Université de Virginie, sur le score de 70 à 67.
L'université du Tennessee doit ensuite attendre la saison 1994-95 pour retrouver le Final Four, battue par Connecticut sur le score de 70 à 64. Sur un plan individuel, Summit, avec un bilan de 34 victoires pour 3 défaites, est récompensée de son quatrième titre d'entraîneur de l'année, le second consécutif.
Les Vols terminent la saison 1995-96 avec un bilan de 32 à 4, et atteignent la finale du Final Four. Celle-ci les oppose aux Lady Bulldogs de la Géorgie, et voit la victoire des protégées de Summitt sur le score de 83 à 65, ce qui constitue le quatrième titre de celle-ci. Cette saison est complétée par une septième victoire dans le tournoi de la SEC.

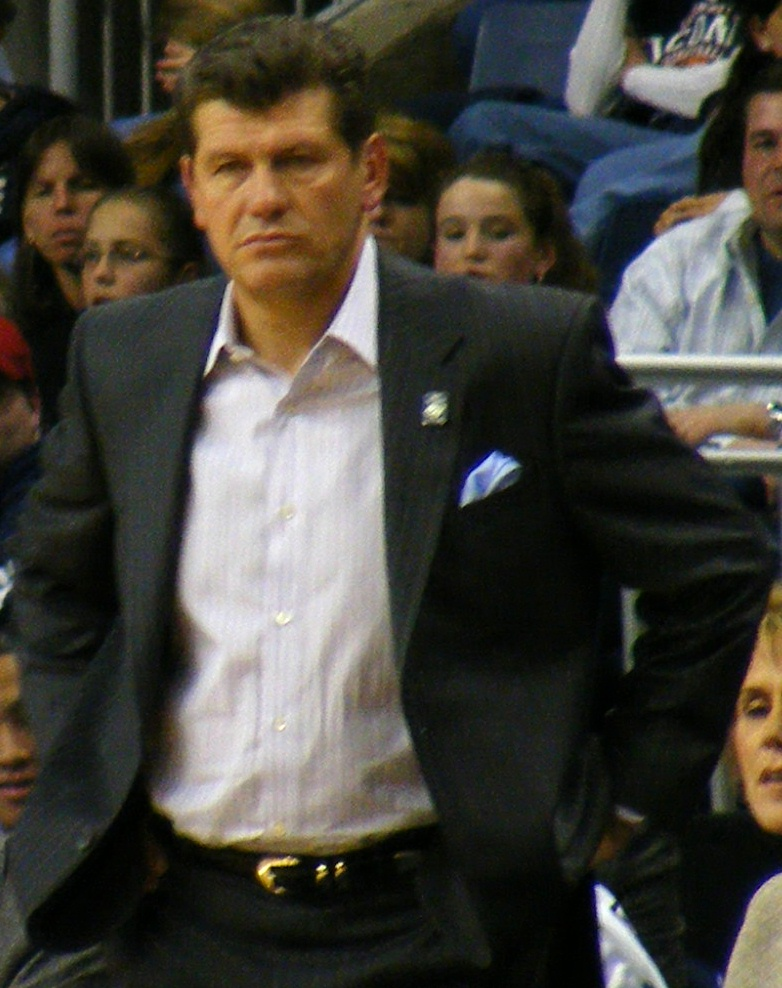
Geno Auriemma, entraîneur des Huskies du Connecticut.

Lors de la saison suivante, les Lady Vols terminent au cinquième rang de leur conférence, puis remportent un deuxième titre consécutif, exploit qui n'avait plus été réalisé depuis la victoire de USC en 1984. Les joueuses de Pat Summitt mettent un terme à une série de trente-quatre victoires consécutives des Monarchs de Old Dominion, lors de la finale, en s'imposant sur le score de 68 à 59. Tennessee égale alors le record d'une équipe classée le plus bas, 3 seed,.
Tennessee réalise la saison parfaite en 1997-1998. L'équipe gagne les trente-neuf rencontres qu'elle dispute, ce qui constitue alors un record dans le basket-ball universitaire, homme ou femme. Cette équipe est alors considérée comme la meilleure équipe féminine universitaire de l'histoire, dépassant dans les bilans les Trojans d'USC de 1983, 31 victoires et deux défaites, les 34 victoires et 0 défaites des Longhorns du Texas de 1986 et les 35 victoires et 0 défaites des Huskies du Connecticut en 1995. Tennessee et Summitt remportent trois nouveaux trophées, la saison régulière et le tournoi final de la SEC, puis terminent la saison par un nouveau titre de la NCAA grâce à une victoire sur le score de 93 à 75 face à Louisiana Tech. Summitt s'appuie alors sur Chamique Holdsclaw, qui remporte le titre de meilleure joueuse du tournoi NCAA ou Most Outstanding Player, sur la joueuse de première année Tamika Catchings, qui inscrit 27 points lors de cette finale, ou sur Semeka Randall.
La saison suivante, l'équipe s'appuie sur ses three Meeks, surnom donné au trio Holdsclaw, Catchings, Randall, pour remporter de nouveau les deux titres de la conférence. Toutefois, Pat Summitt doit faire face à de nombreuses blessures parmi son effectif et l'équipe termine sa saison en Elite Eight lors du tournoi final, après une défaite sur le score de 69 à 63 face à Duke. Lors de ce match, Summitt, persuadée de la défaite de son équipe, sort Chamique Holdsclaw à 25 secondes du terme pour offrir à sa joueuse une standing ovation pour l'ensemble de sa carrière. Celle-ci devient la quatrième joueuse de l'histoire à être désignée Kodak and WBCA All-America à quatre reprises, après Ann Meyers, Lynette Woodard, et Cheryl Miller. Le trio Holdsclaw, Catchings, Randall constitue le premier trio de l'histoire issu de la même université à être Kodak and WBCA All-America.
Après cette absence lors du Final Four, Tennessee retrouve celui-ci en 2000. Après une victoire face à Rutgers en demi-finale, les Lady Vols affrontent comme en 1995 les Huskies du Connecticut en finale. Privée de Kristen Clement, l'une de ses joueuses majeures de par son jeu défensif, Pat Summitt doit également faire face au faible rendement de ses deux autres joueuses majeures, Tamika Catchings avec seulement 16 points, Randall avec 6 points, 1 sur 11 aux tirs. Les Lady Vols perdent en finale face à Connecticut sur le score de 71 à 52. En 2001, Les Lady Vols terminent invaincues lors de la saison régulière de leur conférence, mais s'inclinent ensuite en demi-finale du tournoi de celle-ci. Lors du tournoi final de la NCAA, après deux victoires, les Lady Vols s'inclinent en demi-finale régionale, ou Sweet sixteen, face aux Musketeers de l'université de Rutgers, sur le score de 80 à 65. Pat Summitt ne peut compter sur Tamika Catchings, absente depuis janvier en raison d'un problème de ligaments du genou. Randall termine la rencontre sans inscrire le moindre point.
Les joueuses de Pat Summitt retrouvent le Final Four en 2002, mais se voient opposées en demi-finale aux Huskies de Connecticut, dont le cinq majeur est composé de quatre joueuses de dernière année, Swin Cash, Asjha Jones, Tamika Williams et Sue Bird, et de Diana Taurasi. Ces dernières réalisent la saison parfaite en s'imposant sur le score de 79 à 56 puis en finale face aux Sooners de l'Oklahoma.
Lors de la saison suivante, Pat Summitt atteint le total de huit cents victoires en division I de NCAA, rejoignant Adolph Rupp, Jim Phelan et Dean Smith. Avec seulement 961 rencontres, elle devient la plus rapide à atteindre cette marque, dépassée ensuite en 2012 par Geno Auriemma qui atteint ce seuil avec seulement 928 rencontres. Les Lady Vols terminent de nouveau invaincues dans leur conférence, mais s'inclinent en finale du tournoi de la conférence face aux Tigers de LSU. Après une victoire face aux Blue Devils de Duke en demi-finale du Final Four de la NCAA, les Lady Vols sont opposées aux Huskies. Malgré le départ des quatre joueuses seniores de son cinq majeur lors de la saison précédente, l'entraîneur Geno Auriemma peut toujours compter sur Diana Taurasi. Celle-ci inscrit 28 points lors de la victoire de son équipe sur le score de 73 à 68.
Pour la troisième année consécutive, les Huskies se présentent sur la route des Lady Vols lors de l'année 2004. Les deux équipes se retrouvent de nouveau en finale et, comme la saison précédente, ce sont les joueuses d'Auriemma qui s'imposent, sur le score de 70 à 61. C'est le troisième titre consécutif de UConn et de Diana Taurasi, la joueuse vedette de UConn. Lors de cette dernière saison 2004, Summitt remporte son septième trophée d'entraîneur de l'année.
En 2005, l'équipe de Pat Summitt remporte de nouveau le tournoi de sa conférence, face aux Tigers de LSU, puis atteint pour la quatrième année consécutive le Final Four du championnat NCAA. Confrontées aux Spartans de Michigan State, les Lady Vols s'inclinent en demi-finale sur le score de 68 à 64. La saison suivante, Tennessee conserve son titre lors du tournoi de conférence, toujours face à LSU, mais s'incline en finale régionale du tournoi NCAA face aux Tar Heels de la Caroline du Nord.
En 2007, année de son divorce, Tennessee prend sa revanche sur les Tar Heels sur le score de 56 à 50 en demi-finale, puis remporte le titre face à Rutgers par 59 à 48. Le bilan de la saison est de 34 à 3.

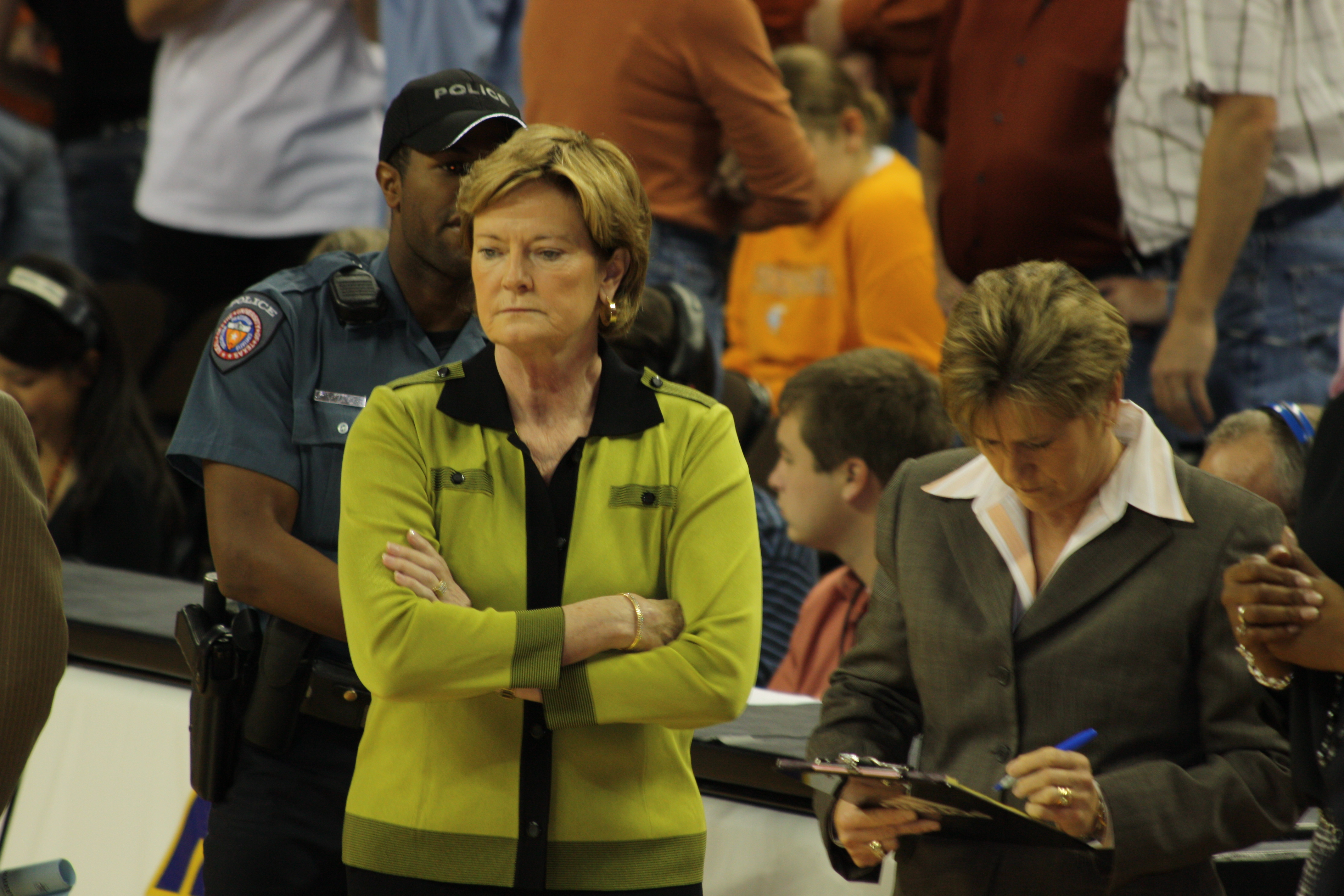
Pat Summitt en 2008

Pour la saison 2008, Tennessee, menée par Candace Parker, remporte un nouveau titre consécutif, battant Louisiana State en demi-finale par 47 à 46 en demi-finale, puis Stanford par 64 à 48 en finale. C'est le huitième titre NCAA de Summit. En avril, elle reçoit le John R. Wooden Award's Legends of Coaching, ou trophée Wooden. Elle est la première femme à recevoir un tel honneur.
La saison suivante, elle franchit la barre des 1 000 victoires en NCAA lors d'une victoire 73-43 sur les Lady Bulldogs de Géorgie. Pour la première fois depuis l'instauration du Championnat NCAA féminin, lors de la saison 1981-1982, les Lady Vols ne parviennent pas à atteindre le sweet 16 en raison d'une défaite lors du premier tour face aux Cardinals de Ball State. En 2009-2010, les Lady Vols remportent de nouveau le titre de champion de conférence. Lors du tournoi final de la NCAA, dont elles obtiennent l'une des quatre places de numéro un, elles s'inclinent lors du sweet 16 face aux Flyers de Dayton. Lors de la saison 2010-2011, elles sont de nouveau no 1 et remportent les trois premières rencontrent du tournoi final avant de s'incliner en finale régionale, ou Elite 16, face aux Fighting Irish de Notre Dame.
Durant l'été 2011, elle annonce qu'elle est atteinte de la maladie d'Alzheimer. Elle décide toutefois de continuer, son assistante depuis 27 ans Holly Warlick prenant désormais plus d'importance dans les décisions et les à-côtés de la profession, tels que les conférences de presse. Après avoir remporté le seizième titre de la SEC en l'emportant 70 à 58 face aux Lady Tigers de LSU, les Lady Vols terminent cette saison en finale régionale, face aux Lady Bears de Baylor qui remportent ensuite le titre 2012. En avril, l'université annonce que Pat Summitt ne sera plus l'entraîneur lors de la saison suivante, le directeur des sports Dave Hart déclarant que « comme il n'y aura plus aucun John Wooden, il n'y aura jamais plus de Pat Summitt,. » Elle reste toutefois dans l'encadrement technique avec un titre de head coach emeritus, statut qui ne lui permet pas d'être sur le banc lors des rencontres selon les règles de la NCAA. Son bilan à la tête de l'équipe est de huit titres NCAA, 1 098 victoires, meilleur bilan universitaire pour un entraîneur, homme ou femme, et un pourcentage de victoires de 84,1 %.
Pat Summitt meurt le 28 juin 2016 des suites de la maladie d'Alzheimer. Elle avait 64 ans.

## Influence et style de jeu

### Style de jeu
Elle hérite de son enfance et de son éducation d'une grande exigence. Cela se traduit par une obligation d’assiduité aux entraînements, quelles que soient les conditions. Ainsi, lors d'un hiver, après une journée particulièrement pluvieuse, le temps se refroidit très vite, toutes les voies de communication devenant complètement verglacées. Alors que personne n'ose se risquer sur les routes, Pat Summitt prend son véhicule à quatre roues motrices pour aller rechercher toutes les joueuses ne logeant pas sur le campus pour une séance d'entraînement. Lors d'une défaite à l'extérieur face à l'université de Clemson, les joueuses sont contraintes à un long retour en bus en silence, puis une fois arrivées, à une séance d'entraînement en portant l'équipement de la rencontre. 
Elle est également très exigeante sur l'éducation de ses joueuses. Toutes les joueuses évoluant dans son équipe jusqu'au terme de leur carrière universitaire terminent leur cursus avec un diplôme.
Elle désire des joueuses qui ont l'esprit de compétition, et qui sont capables de prendre leurs responsabilités dans les moments importants. Aussi elle déclare : « Je veux savoir si ce sont des joueuses qui veulent la balle sous la pression, ou qui veulent s'en débarrasser,… » Ou encore : « Si les étudiantes n'ont pas l'esprit de compétition, elle ne doivent pas venir ici,. »

### Influence
Douze joueuses évoluant sous la direction de Pat Summit disputent les Jeux olympiques : il s'agit de Cindy Brogdon et Patricia Roberts, qui rejoignent les Lady Vols en 1976 et évoluent à ses côtés lors de l'édition de 1976 ; Lea Henry et Cindy Noble lors des jeux de Los Angeles ; Bridgette Gordon en 1988 à Séoul ; Daedra Charles en 1992 à Barcelone ; Carla McGhee et Nikki McCray en 1996, Chamique Holdsclaw et de nouveau Nikki McCray en 2000 ; Tamika Catchings en 2004 ; et Candace Parker et Kara Lawson en 2008. Lors de l'édition de 1980, que les Américaines ne disputent finalement pas en raison du boycott américain à la suite de l'invasion de l'Afghanistan, Jill Rankin, Holly Warlick et Cindy Noble étaient sélectionnées dans l'équipe dont Pat Head est désignée assistante de Sue Gunter. Lors de chacun des tournois olympique durant la période où Summit dirige les Lady Vols, au moins une joueuse de son équipe figure dans la sélection américaine. D'autres joueuses des Lady Vols jouent sous le maillot américain : Tamika Catchings, Shelia Collins, Latina Davis, Tonya Edwards, Peggy Evans, Sheila Frost, Bridgette Gordon, Debbie Groover, Tanya Haave, Dena Head, Dana Johnson, Michelle Marciniak, Loree Moore, Mary Ostrowski, Patricia Roberts, Michelle Snow, Tiffany Woosley disputent au moins une édition des championnats du monde.

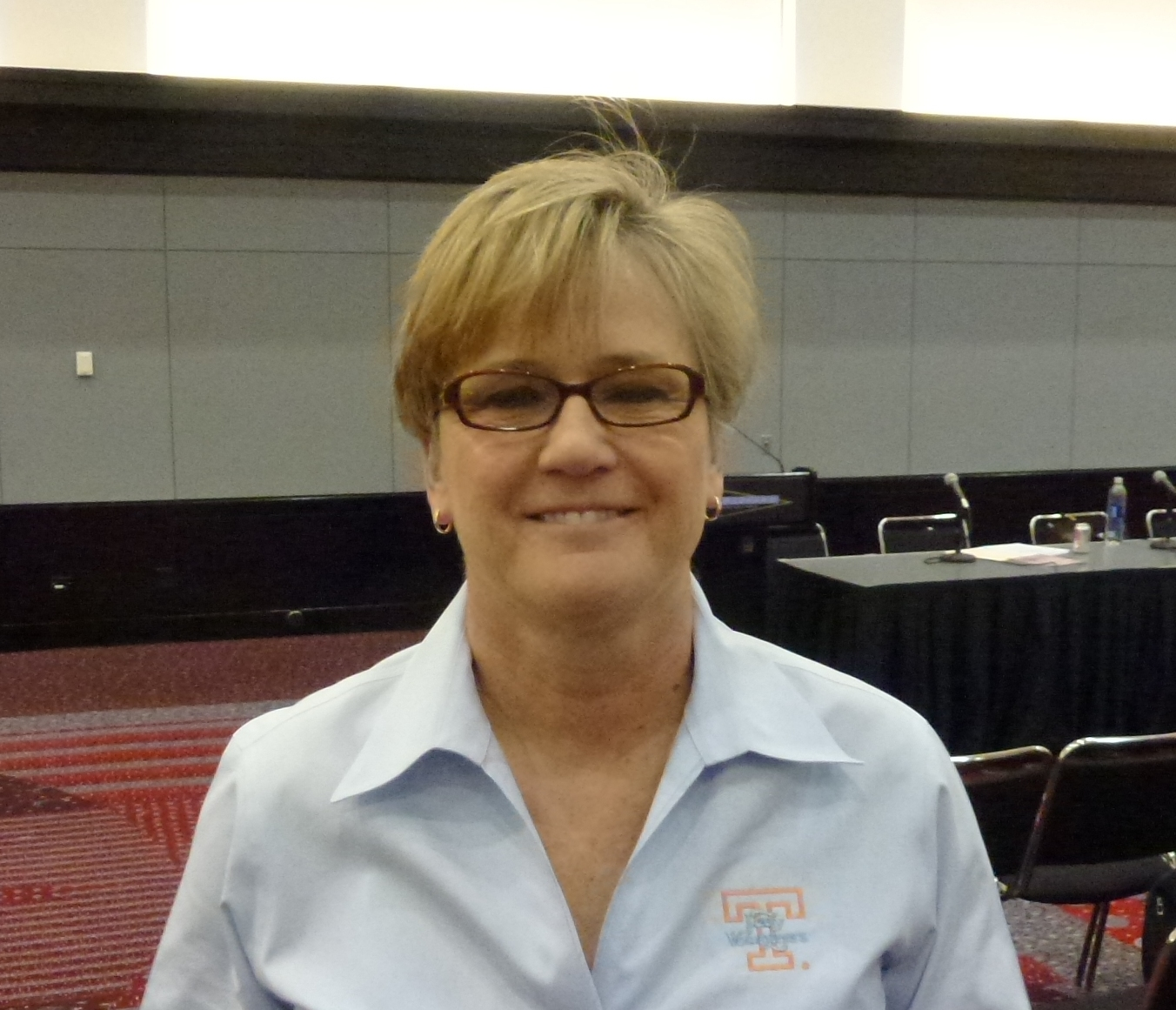
Holly Warlick

Certaines de ses joueuses sont également récompensées durant leurs passages à l'université du Tennessee : Tonya Edwards en 1987, Bridgette Gordon en 1989, Michelle Marciniak en 1996, Chamique Holdsclaw en 1997 et 1998 et Candace Parker en 2007 et 2008 sont désignées meilleures joueuses du tournoi NCAA ou Most Outstanding Player. Chamique Holdsclaw, par deux fois, Tamika Catchings et Candace Parker sont désignées Naismith College Player of the Year et les joueuses des Lady Vols obtiennent de très nombreuses sélections au sein des différentes équipes All-American.
De nombreuses joueuses formées par Pat Summitt deviennent entraîneur après leur carrière de joueuse. Ainsi, Nancy Darsch, occupe un poste d'entraîneur assistante au Storm de Seattle, Danielle Donehew, un poste de vice-présidente exécutive avec le Dream d'Atlanta, Tanya Haave occupe un temps un poste d'entraîneur en chef en Suède, Lisa Harrison assistante avec le Mercury de Phoenix, Carolyn Peck, ancien entraîneur du Miracle d'Orlando, Trish Roberts ancien entraîneur du Glory d'Atlanta en ABL, Heidi VanDerveer ancien assistant du Storm de Seattle. Le basket-ball universitaire féminin compte de très nombreuses joueuses issues des Lady Vols occupant, ou ayant occupé des postes d'entraîneur, en chef ou assistant.
Holly Warlick, qui a été joueuse sous la direction de Pat Head, puis son assistante depuis 1985, prend sa succession en 2012.
Après son décès, Candace Parker déclare qu'« elle a changé la façon dont le basket-ball féminin était joué. Elle a changé la nature du basket-ball féminin. »

### Salaires
Dans un sport où le basket-ball féminin n'est pas rémunéré au même niveau que le basket-ball chez les hommes, Pat Summitt est, tout comme son homologue des Huskies du Connecticut Geno Auriemma, une exception dans le monde de la NCAA. En effet, les entraîneurs des équipes femmes perçoivent un salaire équivalent à la moitié de celui de l'équipe masculine pour la même école. Le salaire moyen est en 2010 de 329 300 $ pour les entraîneurs de NCAA de division I chez les hommes contre 171 600 $ chez les femmes. Sur les dix dernières années, ce salaire est en augmentation de 40 % chez les hommes pour 28 % chez les femmes. Le salaire de Pat Summitt en 2012 est de 2,2 millions contre 1,6 million de dollars pour l'entraîneur de l'équipe masculine Cuonzo Martin.
Pat Summitt commence sa carrière avec un salaire de 8 900 dollars en 1974. En 2008, elle signe une prolongation de son contrat pour six nouvelles années. Son salaire progresse de 975 000 $ à 1,075 million et doit alors atteindre 1,460 million en 2012, cette dernière somme se décomposant en 375 000 $ de salaire de base, 475 000 $ pour les relations avec la presse, 425 000 $ d'avenants et de 225 000 $ pour les relations publiques. Des bonus sont également planifiés : 10 000 $ pour un pourcentage de victoires de 87 %, 25 000 $ pour un titre d'entraîneur de l'année de la SEC, 50 000 $ pour un titre d'entraîneur NCAA de l'année, 75 000 $ pour un titre de champion de la saison régulière de la SEC ou du tournoi de cette conférence. Une présence au Final Four octroie une somme de 100 000 $ et un titre de champion 250 000 $.
En février 2009, elle prolonge son contrat jusqu'en 2014. Selon les termes de celui-ci, elle touche 1,4 million de dollars lors de la 2008-09 et reçoit une prime de 200 000 $ pour sa millième victoire. Deux autres primes sont également prévues dans son contrat : 500 000 $ lors de la saison 2009-2010 et 1 million en 2013-2014 au titre de sa longévité.

## Palmarès
Avec la sélection américaine, elle remporte ses premières récompenses en tant que joueuse avec une médaille d'argent lors des Jeux olympiques de 1976 de Montréal, alors qu'elle a déjà commencé sa carrière d'entraîneur avec les Lady Vols. Désignée entraîneur en chef de la sélection, elle remporte le premier titre de champion du monde des Américaines, puis une médaille d'argent lors du mondial de 1983. Elle remporte également une médaille d'argent aux jeux panaméricains de 1979. Mais le titre le plus important avec la sélection américaine a lieu lors des Jeux olympiques de 1984 à Los Angeles.

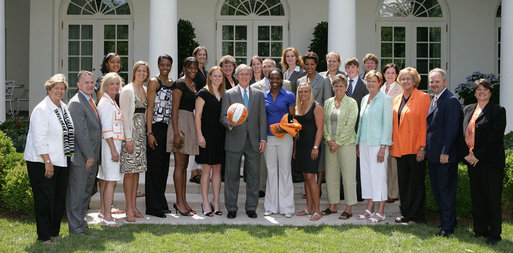
L'équipe des Lady Vols de 2008, lors de la réception à la Maison-Blanche, en compagnie de George W. Bush.

Pat Head Summit est, au terme de sa carrière d'entraîneur, l'entraîneur du basket-ball universitaire féminin la plus titrée avec huit titres, remportant son premier titre en 1987, puis en 1989 et 1991. Elle réalise le premier back to back to back, soit trois titres consécutifs, de 1996 à 1998, exploit qui est ensuite réalisé par les Huskies du Connecticut de Geno Auriemma. Le dernier de ses trois titres, en 1998, se fait au terme d'une saison où l'équipe termine invaincue. Elle remporte deux nouveaux titres en 2007 et 2008. Son record de huit victoires est égalé par Geno Auriemma en 2013, puis dépassé en 2014, l'équipe des Huskies remportant son neuvième titre sous sa direction. Par ailleurs, ses équipes disputent sept finales nationales, deux en 1980 et 1981 en Association for Intercollegiate Athletics for Women (AIAW), puis en 1984, 1995, 2000, 2003, 2004, et disputent vingt-deux Final Four.
Elle remporte également seize titres de saison régulière de la Southeastern Conference (SEC), en 1980, 1985, 1990, 1993, 1994, 1995, 1998, 1999, 2000, 2001, 2002, 2003, 2004, 2007, 2010, 2011, et seize tournois finals, en 1980, 1985, 1988, 1989, 1992, 1994, 1996, 1998, 1999, 2000, 2005, 2006, 2008, 2010, 2011 et 2012. Les Lady Vols disputent également cinq autres finales du tournoi de la SEC, en 1982, 1990, 1991, 1995 et 2003.
Au total, elle dirige les Lady Vols lors de 1 305 rencontres, en remportant 1 098 pour seulement 208 défaites. Ce total de victoires est le plus élevé du monde du basket-ball NCAA. Lors du tournoi final de la NCAA, où son équipe est présente lors des trente et une saison depuis l'instauration du championnat NCAA, elle totalise 112 victoires et 23 défaites. Les Lady Vols s'inclinent une seule fois lors du premier tour du tournoi final. 
Elle présente un bilan positif lors de chacune des trente-huit saisons de sa carrière d'entraîneur. Son plus mauvais bilan a lieu lors de sa deuxième saison avec 16 victoires et 11 défaites. Elle concède dix défaites ou plus à sept reprises.
Elle détient d'autres records : son bilan est de 458 victoires pour 69 défaites dans la Southeastern Conference et 69 victoires et 17 défaites en tournoi final de la conférence.

## Distinctions personnelles
Pat Summitt reçoit de nombreuses récompenses individuelles tout au long de sa carrière. Dès la saison 1982-1983, elle est désignée entraîneur NCAA de l'année par la WBCA, Women's Basketball Coaches Association, titre connu sous le terme RUSSELL ATHLETIC/WBCA Coaches of the Year en 1983, 1995 et 1998. Elle remporte également le Naismith Awards Women's College Coach, trophée Naismith d'entraîneur de l'année, en 1987, 1989, 1994, 1998 et 2004. Elle est par ailleurs désignée entraîneur de la sa conférence, la Southeastern Conference, à huit reprises, en 1993, 1995, 1998, 2001, 2003, 2004, 2007 et 2011. Elle est enfin nommée entraîneur du siècle en avril 2000, les Lady Vols étant doublement récompensées avec l'élection au titre de joueuse NCAA du siècle de Chamique Holdsclaw.
En 2009, le magazine Sporting News établit un classement des cinquante plus grands entraîneurs de l'histoire grâce à un panel de cent-dix-huit Hall of Famers, entraîneurs vainqueurs de championnat et d'autres experts. Dans ce classement, dont la première place est attribuée à John Wooden devant l'entraîneur de football américain de la National Football League Vince Lombardi et de l'entraîneur de football américain universitaire Bear Bryant, elle termine onzième. Elle est introduite au sein du Basketball Hall of Fame en 2000, et figure au sein de la première promotion de la Women's Basketball Hall of Fame lors de cette même année.
Elle est élue Sportive de l'année par le magazine américain Sports Illustrated, le titre chez les hommes étant attribué à Mike Krzyzewski. John Wooden et Dean Smith sont les seuls autres entraîneurs de basket-ball à recevoir cette récompense. En 2008, elle devient la première à recevoir le Legends of Coaching award, dont les seuls autres lauréats sont Dean Smith, Mike Krzyzewski, Lute Olson, Jim Calhoun, Jim Boeheim et Gene Keady.
En mai 2012, elle reçoit la médaille de la Liberté, plus haute distinction pour un civil aux États-Unis, des mains du président Barack Obama.  Après sa mort, celui-ci lui rend hommage : « Pat a commencé à jouer au basket à l'université avant le Titre IX et a commencé le coaching avant que la NCAA ne reconnaisse le basket-ball féminin comme sport. Quand elle a pris les rênes de Tennessee à l'âge de 22 ans, elle devait laver les maillots des joueuses ».
En 2013, elle est introduite au sein du FIBA Hall Of Fame.

## Statistiques
| Saison  | Bilan saison | Bilan conférence | Position Conférence | titres                                                                  |
| ------- | ------------ | ---------------- | ------------------- | ----------------------------------------------------------------------- |
| 1974–75 | 16–8         |                  |                     | TCWSF Eastern District Champions 4e TCWSF                               |
| 1975–76 | 16–11        |                  |                     | 4e TCWSF 6e AIAW Region II                                              |
| 1976–77 | 28–5         |                  |                     | 2e TCWSF AIAW Region II Champions 3e AIAW                               |
| 1977–78 | 27–4         |                  |                     | 2e TCWSF AIAW Region II Champions 4e AIAW South Satellite               |
| 1978–79 | 30–9         |                  |                     | TCWSF Champions 2e AIAW Region II AIAW East Satellite Champions 3e AIAW |
| 1979–80 | 33–5         |                  |                     | TCWSF Champions 2e AIAW Region II AIAW East Satellite Champions 2e AIAW |
| 1980–81 | 25–6         |                  |                     | TCWSF Champions AIAW Region II Champions 2e AIAW                        |
| 1981–82 | 22–10        |                  |                     | Final Four de NCAA                                                      |
| 1982–83 | 25–8         | 7-1              | 1re                 | Elite Eight de NCAA                                                     |
| 1983–84 | 23–10        | 7-1              | 1re ex              | Finaliste de NCAA                                                       |
| 1984–85 | 22–10        | 4-4              | 2e                  | Sweet sixteen de NCAA                                                   |
| 1985–86 | 24–10        | 5-4              | 5e                  | Final Four de NCAA                                                      |
| 1986–87 | 28–6         | 6-3              | 4e                  | Champion de NCAA                                                        |
| 1987–88 | 31–3         | 8-1              | 2e                  | Final Four de NCAA                                                      |
| 1988–89 | 35–2         | 8-1              | 2e                  | Champion de NCAA                                                        |
| 1989–90 | 27–6         | 8-1              | 1re                 | Elite Eight de NCAA                                                     |
| 1990–91 | 30–5         | 6-3              | 3e                  | Champion de NCAA                                                        |
| 1991–92 | 28–3         | 10-1             | 2e                  | Sweet sixteen de NCAA                                                   |
| 1992–93 | 29–3         | 11-0             | 1re                 | Elite Eight de NCAA                                                     |
| 1993–94 | 31–2         | 11-0             | 1re                 | Sweet sixteen de NCAA                                                   |
| 1994–95 | 34–3         | 11-0             | 1re                 | Finaliste de NCAA                                                       |
| 1995–96 | 32–4         | 9-2              | 2e                  | Champion de NCAA                                                        |
| 1996–97 | 29–10        | 8-4              | 5e                  | Champion de NCAA                                                        |
| 1997–98 | 39–0         | 14-0             | 1re                 | Champion de NCAA                                                        |
| 1998–99 | 31–3         | 13-1             | 1re                 | Elite Eight de NCAA                                                     |
| 1999–00 | 33–4         | 13-1             | 1reex               | Finaliste de NCAA                                                       |
| 2000–01 | 31–3         | 14-0             | 1re                 | Sweet sixteen de NCAA                                                   |
| 2001–02 | 29–5         | 13-1             | 1re                 | Final Four de NCAA                                                      |
| 2002–03 | 33–5         | 14-0             | 1re                 | Finaliste de NCAA                                                       |
| 2003–04 | 31–4         | 14-0             | 1re                 | Finaliste de NCAA                                                       |
| 2004–05 | 30–5         | 13-1             | 2e                  | Final Four de NCAA                                                      |
| 2005–06 | 31–5         | 11-3             | 2e                  | Elite Eight de NCAA                                                     |
| 2006–07 | 34–3         | 14-0             | 1re                 | Champion de NCAA                                                        |
| 2007–08 | 36–2         | 13-1             | 2e                  | Champion de NCAA                                                        |
| 2008–09 | 22–11        | 9-5              | 5e                  | Premier tour de NCAA                                                    |
| 2009–10 | 32–3         | 15-1             | 1re                 | Sweet sixteen de NCAA                                                   |
| 2010–11 | 34–3         | 16-0             | 1re                 | Elite Eight de NCAA                                                     |
| 2011–12 | 27–9         | 12-4             | 2e                  | Elite Eight de NCAA                                                     |